# Dženan Bureković
Dženan Bureković (sinh 29 tháng 5 năm 1995) là một hậu vệ bóng đá Bosnia thi đấu cho Újpest.

Anh được triệu tập lên U-21 Bosnia cho trận đấu trước Thụy Sĩ diễn ra ngày 30 tháng 6 năm 2016, nhưng chỉ ngồi ở ghế dự bị.